# HELLO WORLD (ラジオ番組)
HELLO WORLD（ハロー・ワールド）は、2010年10月1日から2016年3月31日にかけてJ-WAVEで放送されていたラジオ番組。2011年3月まではBrandnew Jでも放送されていた。

## 概要
「今この瞬間に最も流行ってるコト」をメインテーマに、あらゆる流行を追いかける情報番組。
Twitterと連動しており、基本的にTwitterでのリスナーのつぶやきや今やっていることを紹介、音楽のリクエストもTwitterにて行う。
2015年9月30日までは、ラジオでの放送だけでなく、YouTubeの番組公式チャンネルでもスタジオの模様を終了後の反省会番組「おわろーわーるど」と合わせて、ライブ配信を行っていた（ニュース等の時間を除き、放送上ではCMや楽曲を放送中の時も、YouTubeでは雑談やスタッフとのやり取りなどのスタジオの様子がそのまま配信されていた）。
2006年4月開始の『REALITY BITES 〜HEADZ UP!〜』以来J-WAVEの金曜22時枠は月-木曜の同時間帯とは別の番組を放送してきたが、今回の改編で4年半ぶりに月曜から金曜まで同一の番組が放送される事になる。
2012年10月5日より杉山ハリー（後に「ハリー杉山」に改名）が金曜日を担当することになり、杉山ハリーの「ハ」とDJ TAROの「ロー」を合わせて「ハローワールド」とすることが、DJ TAROにより2012年9月24日に宣言された。
2013年5月1日に、番組キャラクターが決定。番組内で公表された。公募で行われ、審査員はDJ TARO、株式会社アサツー ディ・ケイ キャラクターマーケティングチーム野澤智行氏、キャラクターデザイナーの犬山秋彦氏。7点に絞り込まれたデザインの中から、キャラクターデザイナー黒澤成年氏のデザインに決定した。

## 放送時間
| 期間    | 期間    | 放送時間（JST）                     | 備考                                                                                     |
| ------- | ------- | ----------------------------------- | ---------------------------------------------------------------------------------------- |
| 2010.10 | 2014.03 | 月曜 - 金曜 22:00 - 23:45（105分）  |                                                                                          |
| 2014.04 | 2014.09 | 月曜 - 金曜 22:00 - 翌0:00（120分） | MAKING SENSE終了に伴い15分拡大                                                           |
| 2014.10 | 2016.03 | 月曜 - 金曜 22:00 - 23:30（090分）  | THE HANGOUT開始、金曜のTOKYO REAL-EYESも同番組に合わせる形で枠拡大したことに伴い30分短縮 |

## ナビゲーター
- 月曜 - 木曜
  - DJ TARO（2010年10月1日 - 2016年3月31日）
- 金曜
  - Sascha（2010年10月1日-2012年9月27日）
  - ハリー杉山（2012年10月5日-2016年3月25日）

なお、放送第1回目はDJ TAROとSaschaの2名による進行で放送され、以後もスペシャルなどでこの2人の「サッタロコンビ」による放送が行われている。

## コーナー・内包番組
Headline News（ヘッドライン・ニュース）
月 - 金・22:46頃
ENTERTAINMENT STREAM ｆ
金曜・22:50 - 22:55
ゲストコーナー
- なお、YouTubeで映像を配信の際、ニュースおよび内包番組放送中はスタジオ内の時計または東京タワーをバックに無音で配信されていた。

## 終了コーナー
ENTERTAINMENT STREAM
月 - 木曜・22:50 - 22:55
前番組「PLATOn」での「ENTERTAINMENT EXPRESS」 を引き継いだ番組。ナビゲーターは中野めぐみがそのまま続投。
日替わりで番組が薦めるエンタテインメント情報を紹介する。
2011年9月30日放送にて中野めぐみ卒業。DJ TAROがナビゲーターを引き継ぐ。
muRata BELIEVE THE VOICE
金曜・22:50 - 22:55
受験生からの悩みにアーティストが答えるコーナー（2010年12月-2011年3月）
POCARI SWEAT REQUEST-ON-LINE
金曜・22:50 - 23:00
Facebookページのクエスチョン機能を利用したリクエスト番組（2011年10月-12月）
SPIDER SOUNDS
月 - 金曜・23:30 - 23:35
前番組「RADIO×SPIDER」から引き継いだコーナー。金曜のみだったのが5日間通しで放送される。
SNS「MySpace」と東京ニュース通信社、J-WAVEの3社で発足したインディーズレーベル「SPIDER RECORDS」との連動による新人アーティスト発掘コーナー。MySpaceに登録しているアマチュアアーティストの楽曲を1曲紹介する。月 - 木でオンエアされた4アーティストの楽曲をいしわたり淳二、Jeff Miyahara、玉井健二（agehasprings代表）、前山田健一（ヒャダイン）など第一線で活躍するプロデューサーが審査し、アドバイスもする。
　「元気ロケッツREMIXコンペティション」2011年3月に開催。最優秀アーティストD-DIRECTIONが2011年9月にリリースされた「GENKI ROCKETS II-No border between us-」にリミキサーとして参加。元気ロケッツ「Touch me (metalmouse + Mix)」
　「tonikaイメージソングコンテスト」2011年4月に開催。590の応募作品の中から福岡在住のアーティストpacoがグランプリに選ばれる。賞金30万円。
LUMIX GF5 SHUTTER COLLECTION
金曜・22:50 - 23:00
リスナーの投稿写真の中から優秀作品をピックアップして紹介するというもの。
写真の投稿にはツイッターが採用され「#hw813entry」のハッシュタグが使われる。
HELLO WORLD ARCHIVES
月 - 金曜・23:30 - 23:35
インターネット上のオススメコンテンツ、サービスを紹介。番組ホームページにアーカイブしていくというもの。
TODAYS NEWS
月 - 金曜・22:10 - 22:20
ネット周りの一日のニュースを数項目伝える。
WORKING HERO
月 - 木曜・23:25 - 23:30
今､注目を浴びている企業の魅力、求める人物像を紹介する。
NIPPON SEKIJUJISHA "GAKUKEN" The Reason Why
月 - 金曜・23:45- 23:48
南沢奈央による学生向け番組(内包番組）。2014年10月よりTHE HANGOUT・TOKYO REAL-EYES内に移動。
MUSICUNLIMITED TOKYO BAGAVOND
月 - 木曜・22:50 - 22:55
月曜・MAKIDAI(EXILE)、火曜・Superfly、水曜・JUJU、木曜・マンスリーアーティスト
4人のナビゲーターが週替わりで、聞いておくべき音楽、隠れた名曲を紹介する。
CYBER LAB
月 - 金曜・22:25 - 22:30
流行しそうな物を探るトレンド研究コーナー。新製品やサービスを日替わりないし数日に渡って取り上げる。

## 番組で行った企画
外からの中継等
スタジオの外からの中継も行うことがあり、2010年10月21日には開業したばかりの羽田空港国際線ターミナルから、2010年11月10日には神田駅東口にある焼肉店から、中野めぐみが中継した。この時の「ENTERTAINMENT STREAM」は中継地からの放送となった。また、2010年12月16日には楽天市場とのコラボレーション企画として北海道の物産を紹介、このためDJ TAROや中野、スタッフなどが札幌に出張し、FMノースウェーブのスタジオから生放送を行った。2011年6月には沖縄に1週間滞在し、ホテルムーンビーチ、ブセナテラスの客室からの完全生中継。2011年8月には同じく六本木ヒルズに入居しているGoogleから（半）公開生放送も実施。2012年4月にはメインナビのDJ TAROが都内の花見スポットを巡りレポートする企画を実施。放送場所はスタジオに限られることはない。また地方ロケも行っており、その際の映像や写真がUstream上で紹介されることもある。
J-WAVEセッション
J-WAVEのスタジオで実施するライブセッション。間にコーナーを挟む以外はスタジオからの生演奏が中心となる。地上波、radikoだけでなくYouTubeでも配信され、YouTubeでは演奏中の映像も配信される（音に集中してもらうためUstreamの時代はライブ中は音声のみの配信だったこともある。また初回はBrandnew-J、Ustreamでの配信は無かった）。
Celebrating Release of “TRON:LEGACY”J-WAVE HELLO WORLD NIGHT
番組初のイベントとして、2010年12月14日に『トロン: レガシー』公開記念のクラブイベントを代官山・UNITで開催した。DJ TAROの他、大沢伸一、VERBAL（m-flo）、MADEMOISELLE YULIAが出演。SaschaもMCとして出演した。
HELLO WORLD DREAM EDITION
2010年12月23日に放送された特番。20時からの時間枠拡大版として、「夢」をテーマに放送した。ナビゲーターもDJ TAROとSaschaのツインナビゲートとなった。
J-WAVE HELLO WORLD 1st Anniversary Party @MOGRA秋葉原
2011年11月4日、Akihabara MOGRAで開催された1周年記念パーティー
イベント冒頭1時間45分はラジオ生中継。その後、翌朝5時までイベントは続行
ゲスト出演はRAM RIDER、@djtomoko n Ucca-Laugh。DJ TARO、Saschaの他、番組スタッフもDJ PLAY
ザ・マッカラン ファインオーク presents J-WAVE HELLO WORLD NIGHT
2011年11月25日、六本木ヒルズHILLS CAFE / SPACEで行われたDJイベントを生中継
出演DJ　DJ DECKSTREAM、DJ KAWASAKI、野崎良太（Jazztronik）
LIVEゲスト　三浦大知（DJ DECKSTREAM）、COMA-CHI（DJ KAWASAKI）、ELIANA（Jazztronik）
LUMIX×HELLO WORLD 1DAY PHOTO SCHOOL
2011年12月4日、六本木ヒルズ及びJ-WAVEで行われた写真のワークショップ
写真家塙真一氏を講師に迎え、DJ TAROとSascha、リスナー10名を生徒にした形で写真の楽しさを学ぶ内容
パナソニックLUMIX「DMC-GX1」を使用
第2弾は、2012年6月〜7月にかけて4回開催
6/2横浜（DJ TARO） 6/16お台場（Sascha） 7/14恵比寿（DJ TARO） 7/28江ノ島（Sascha）
J-WAVE HELLO WORLD×TAKENOKO!
ASOBISYSTEMのレギュラーイベントTAKENOKO!とのコラボで2012年2月12日（日）渋谷WWWで実施
15時 - 20時と開催時間が早いので末成年ウェルカムのイベント
出演DJ きゃり〜ぱみゅぱみゅ、中田ヤスタカ、RAM RAIDER、DJ TARO
第2弾は2012年4月29日（月）渋谷SOUND MUSEUM VISIONで実施
この回はDJ TAROに加え、Sascha、tonytoda、AD GUCCIもDJとして出演
第3弾は2012年8月25日、新木場スタジオコーストで開催
大人も子供も大変なんだよSP
2012年2月29日に、文化放送で放送されている裏番組の『レコメン!』とのコラボレーションとして放送。本番組ではDJ TAROが大人から子供に対する意見を、『レコメン!』ではK太郎と小島よしおが子供から大人に対する意見を募集し読み上げる。また互いの番組をつないで同時放送（Ustreamでも文化放送のスタジオにカメラを設置しその模様が見られるようになっていた）を行い、大人側・子供側のリスナー代表が電話で参加して討論するコーナーも設けられた。
ザ・マッカラン ファインオーク presents J-WAVE HELLO WORLD NIGHT Vol.2
2012年5月18日、六本木ヒルズHILLS CAFE / SPACEで行われたDJイベントを生中継
出演DJ　DJ DECKSTREAM、Tomoyuki Tanaka（FPM）、Matzz（quasimode）
LIVEゲスト　青山テルマ
ザ・マッカラン ファインオーク presents J-WAVE HELLO WORLD NIGHT Vol.3
2012年11月22日、六本木ヒルズHILLS CAFE / SPACEで行われたDJイベントを生中継
出演DJ　DJ KAWASAKI、DJ FUMIYA、野崎良太（Jazztronik）
LIVEゲスト　青山テルマ（DJ KAWASAKI）、鎮座DOPENESS（DJ FUMIYA）、JAY'ED（Jazztronik）
THE INTERVIEW
スタジオでナビゲーターがゲストに一対一でインタビューする。
J-WAVEトークセッション
J-WAVEのスタジオで実施するゲスト同士のトークセッション。間にコーナーを挟む以外はスタジオにて事前に収録したトークが中心となる。地上波、radikoだけでなくUstreamにて収録風景の写真も配信される。
月刊ドラゴン
2013年から2014年3月まで放送、毎月最後の金曜日放送。DJ DRAGONをゲストに迎え、一つのテーマについてハリー杉山と語り合う。なお、DJ DRAGONはDJ TAROが休暇時の代理としてナビゲートを担当したこともある。
この他、ナビゲーターと番組スタッフで行う「番組非公認」のDJ イベント「Odoro World」が開催されている。

## スタッフ
- ゼネラル・プロデューサー 廣阪拓也
- プロデューサー 蛇草有里子
- 構成チーフ 戸田健太郎
- 構成 DAN KATSURAGI 、蛇草有里子、河内ひとみ（MIX）、寺坂直毅（紅白歌合戦に関する特集では「ゲスト」として登場）、めがねちゃん（2014年10月から）
- ディレクター 小荒井弥、日浦潤也、古木丈博、瀬川雄至
- ディレクター兼 AD GUCCI（L.A.ComputerBoyz©）

### 過去のスタッフ
- プロデューサー 三浦宏之
- ディレクター 山根一森、高田友明
- AD LABI関根、森本優
- YouTube配信 飯田佳史、おかP

## 番組が放送されている放送局
- J-WAVE
- コミュニティFM局一部のコミュニティFM局では時間が短縮されて放送されている場合があるので各放送局の番組表を参照。

| - ラジオふらの（北海道富良野市） - Be FM（青森県八戸市） - FMアップルウェーブ（青森県弘前市） - ラヂオもりおか（岩手県盛岡市） - FMあすも（岩手県一関市） - FMねまらいん（岩手県大船渡市） - 横手かまくらFM（秋田県横手市） - ラジオモンスター（山形県山形市） - ハーバーRADIO（山形県酒田市） - FMいずみ（宮城県仙台市泉区） - BAY WAVE（宮城県塩竈市） - ラジオ石巻（宮城県石巻市） - H@!FM（宮城県登米市） - KOCOラジ（福島県郡山市） - M wave（群馬県前橋市） | - FM KENTO（新潟県新潟市中央区） - FMながおか（新潟県長岡市） - ラヂオは〜と（新潟県三条市・燕市） - FMぜんこうじ（長野県長野市） - iステーション（長野県飯田市） - エフエムまつもと（長野県松本市） - City FM（富山県富山市） - ラジオ・ミュー（富山県黒部市） - エフエムいみず（富山県射水市） - FM-Hi!（静岡県静岡市葵区・駿河区） - FM Haro!（静岡県浜松市中央区） - COAST-FM（静岡県沼津市） - Radio-f（静岡県富士市） - YES-fm（大阪府大阪市中央区） - FM GENKI（兵庫県姫路市） | - FMくらしき（岡山県倉敷市） - レディオつやま（岡山県津山市） - FMちゅーピー（広島県広島市中区） - レディオBINGO（広島県福山市・府中市） - NANAKO（山口県萩市） - RADIO BIRD（鳥取県鳥取市） - ドリームスエフエム（福岡県久留米市） - シティエフエム都城（宮崎県都城市） - フレンズFM762（鹿児島県鹿児島市） - エフエムみやこ（沖縄県宮古島市） |